# Mayum La
Mayum La (kinesiska: Mayoumu La, 马攸木拉, 玛措木山口) är ett bergspass i Kina. Det ligger i den autonoma regionen Tibet, i den sydvästra delen av landet, omkring 840 kilometer väster om regionhuvudstaden Lhasa.
Trakten runt Mayum La är nära nog obefolkad, med mindre än två invånare per kvadratkilometer. Det finns inga samhällen i närheten. Trakten runt Mayum La består i huvudsak av gräsmarker.
Genomsnittlig årsnederbörd är 514 millimeter. Den regnigaste månaden är juli, med i genomsnitt 132 mm nederbörd, och den torraste är november, med 12 mm nederbörd.